# Michael Guttenbrunner
Michael Guttenbrunner (né le 7 septembre 1919 à Althofen et décédé le 13 mai 2004 à Vienne) est un écrivain et poète autrichien.
Bien que Guttenbrunner passe pour quelqu'un en marge, il obtient de nombreuses distinction comme le Prix Georg-Trakl en 1954 ou le Prix Theodor Kramer quelques jours avant sa mort pour son activité d'écriture dans la Résistance et dans l'exil.

## Œuvres
Prose
- Im Machtgehege I. (1976) 2005  (ISBN 3-89086-846-0)
- Im Machtgehege II. 1994  (ISBN 3-89086-898-3)
- Im Machtgehege III. 1997  (ISBN 3-89086-866-5)
- Im Machtgehege IV. 1999  (ISBN 3-89086-787-1)
- Im Machtgehege V. 2001  (ISBN 3-89086-777-4)
- Im Machtgehege VI. 2002  (ISBN 3-89086-718-9)
- Im Machtgehege VII. 2003  (ISBN 3-89086-693-X)
- Im Machtgehege VIII. 2004  (ISBN 3-89086-671-9)
- Aus dem Machtgehege. 2001  (ISBN 3-89086-732-4)
- Spuren und Überbleibsel. 2001  (ISBN 3-89086-725-1)

Poésie
- Politische Gedichte, Wien, Ephelant, 2001  (ISBN 3-900766-15-0)
- Schwarze Ruten. (1947) 2004  (ISBN 3-89086-769-3)
- Opferholz. (1954) 2009.  (ISBN 3-89086-674-3)
- Ungereimte Gedichte. (1959) 2002  (ISBN 3-89086-746-4)
- Die lange Zeit. (1965) 2008.  (ISBN 3-89086-673-5)
- Der Abstieg. (1975) 2005  (ISBN 3-89086-847-9)
- Lichtvergeudung. (1995) 2000  (ISBN 3-89086-804-5)